# Germán Larrea Mota Velasco
Germán Larrea Mota-Velasco (* 8. Juli 1941) ist ein mexikanischer Unternehmer.

## Leben
Seit 1994 leitet er das mexikanische Bergbauunternehmen Grupo México. Nach Angaben des US-amerikanischen Forbes Magazine gehört Mota-Velasco mit einem Privatvermögen von 30,8 Milliarden US-Dollar (2022) zu den reichsten Mexikanern. Er ist verheiratet und wohnt in Mexiko-Stadt.